# Anne-Louis-Henri de La Fare
Anne-Louis-Henri de La Fare (Bessay, 8 settembre 1752 – Parigi, 10 dicembre 1829) è stato un cardinale e arcivescovo cattolico francese.

## Biografia
Nacque a Bessay l'8 settembre 1752 in una famiglia di antica nobiltà. Era il terzo dei sette figli di Joseph Louis Dominique de La Fare e di Gabrielle Gazeau de Champagné. Era pronipote del cardinale François-Joachim de Pierre de Bernis.
Vescovo di Nancy dal 1787, fu chiamato a celebrare la messa solenne per l'apertura degli Stati Generali del 1789 (era deputato per il clero e famoso fu il sermone da lui pronunciato in quell'occasione anche se il vero testo fu pubblicato solo nel 1816) e dimostrò di appoggiare una serie di moderate riforme in Francia, suo fu il primo progetto di una "dichiarazione dei diritti dell'uomo" (poi però stravolto dai rivoluzionari in senso anticristiano e quindi condannata da papa Pio VI). Con il radicalismo dei cambiamenti rivoluzionari, tra cui la costituzione civile del clero, dovette abbandonare la Francia nel 1791 per poi essere esiliato dal nuovo governo ed essere di fatto sostituito da un vescovo costituzionale scismatico, si rifugiò così in Germania inizialmente presso Clemente Venceslao di Sassonia, zio di Luigi XVI e arcivescovo di Treviri (e quindi anche sovrano dell'elettorato di Treviri) per poi trasferirsi in Baviera e in Austria dove fu poi una sorta di "ambasciatore" non ufficiale di Luigi XVIII (re titolare dal 1795) a Vienna durante l'esilio del sovrano in Inghilterra. Il vescovo rimase a Vienna fino al 1814.
Fu poi tra quei vescovi detti "anticoncordatari" perché contrari al Concordato del 1801 che si rifiutarono di dimettersi come richiesto dal papa affinché fosse possibile la nomina di un vescovo scelto da Napoleone, allora Primo Console, in base allo stesso concordato. Il Papa tuttavia nominò un altro vescovo per la sua diocesi nel 1802. 
Tornò in Francia solo dopo la caduta del regime napoleonico e accettò di dare le dimissioni nel 1816, su richiesta di Luigi XVIII come fecero del resto tutti gli altri vescovi anticoncordatari (tranne il vescovo di Blois Thémines, costretto a rimanere in esilio). Nel 1817 fu chiamato a reggere l'arcidiocesi di Sens restaurata in seguito a un nuovo concordato che però non venne ratificato dal parlamento francese e perciò effettivamente ristabilita solo nel 1822.
Nel 1822 venne elevato al rango di Duca e Pari di Francia, diventando membro della Camera alta del parlamento francese.
Papa Pio VII lo elevò al rango di cardinale nel concistoro del 16 maggio 1823 e partecipò al conclave dello stesso anno che elesse papa Leone XII, così come a quello del 1829 (elezione di Pio VIII). 
Nel 1825 fu incaricato del sermone all'incoronazione di Carlo X di Francia e di stilare il progetto di una nuova accademia di studi teologici legata alla Sorbona.
Morì il 10 dicembre 1829 all'età di 77 anni.

## Genealogia episcopale e successione apostolica
La genealogia episcopale è:
- Vescovo René des Monstiers de Mérinville
- Cardinale Anne-Louis-Henri de La Fare

La successione apostolica è:
- Vescovo Roch-Etienne de Vichy (1819)
- Vescovo Jean-Baptiste de Bouillé (1819)
- Cardinale Jacques-Marie-Antoine-Célestin du Pont (1824)
- Vescovo Paul Louis Joseph D’Hautpoul (1828)